# Galeopsis bipatens
Galeopsis bipatens är en mossdjursart som först beskrevs av Harmer 1957.  Galeopsis bipatens ingår i släktet Galeopsis och familjen Celleporidae. Inga underarter finns listade i Catalogue of Life.